# Thomson–East Coast line (métro de Singapour)
 (mai 2020).
Si vous disposez d'ouvrages ou d'articles de référence ou si vous connaissez des sites web de qualité traitant du thème abordé ici, merci de compléter l'article en donnant les références utiles à sa vérifiabilité et en les liant à la section « Notes et références ».
La Thomson–East Coast line (parfois abrégée en TEL) est une ligne en partie en service, en partie en construction du Mass Rapid Transit (MRT), le métro de la cité-État de Singapour.

## Projet
À l'horizon 2024, elle effectuera un tracé parabolique du nord au sud-est de l'île comprenant 32 stations pour une longueur de 43 km, entre les stations Woodlands Nord et Sungei Bedok. Le premier tronçon de la ligne a ouvert le 31 janvier 2020 sur une courte section de trois stations entre Woodlands Nord et Woodlands Sud. L'ensemble des stations sera ouvert par phase de fin 2020 à 2026.
La ligne est identifiée sur les plans du réseau par la couleur marron. Elle a recours à des trains de capacité intermédiaire à quatre voitures et entièrement automatisés. Lorsqu'elle sera achevée, il s'agira de l'une des plus longues lignes de métro automatique au monde. L'exploitation est assurée par la société SMRT Corporation.